# Relazioni bilaterali tra Francia e Italia

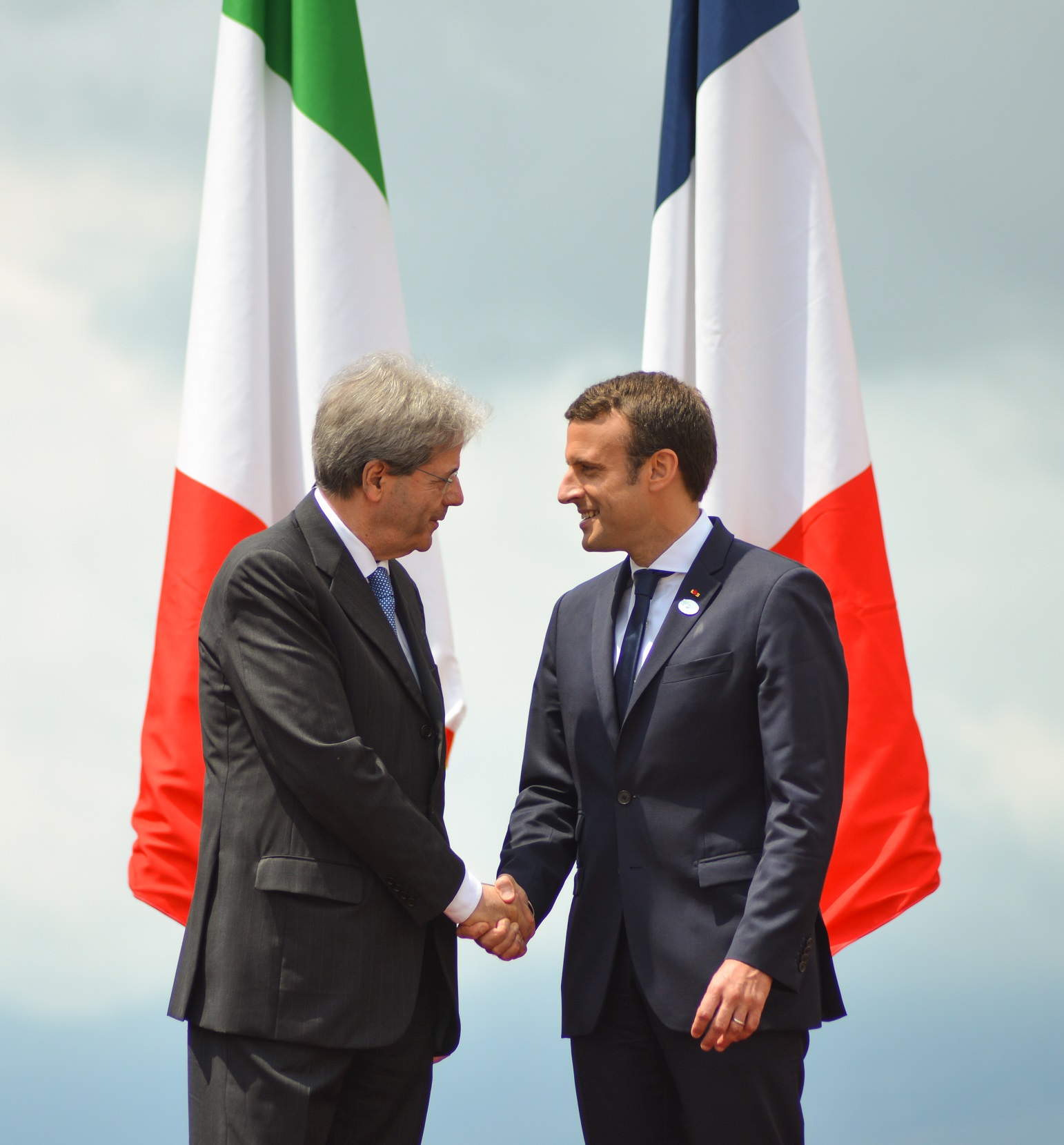
Il Presidente del Consiglio italiano Paolo Gentiloni e il Presidente francese Emmanuel Macron nel 2017

Le relazioni bilaterali tra Francia e Italia riguardano l’insieme dei rapporti diplomatici, politici, militari, economici e culturali intrattenuti dalla Repubblica francese con la Repubblica italiana (dal 1946), il Regno d'Italia (1861-1946) e, in precedenza, il Regno di Sardegna (1814-1861).
La Francia ebbe un ruolo determinante nel processo di Risorgimento e nell’unificazione italiana, in particolare attraverso il sostegno militare contro l’Impero austriaco durante le guerre d’indipendenza italiane e mediante appoggi politici e finanziari. Nel corso della seconda metà del XIX secolo, le relazioni tra i due paesi si deteriorarono in seguito alla competizione per il controllo della Tunisia e, più in generale, del Nordafrica. La vittoria francese nella conquista della Tunisia nel 1881 spinse l’Italia a cercare alleanze alternative, portandola ad aderire nel 1882 alla Triplice Alleanza con l’Impero tedesco e l’Impero austro-ungarico. Tale scelta fu anche influenzata dalle tensioni commerciali degli anni 1880, che generarono una vera e propria guerra doganale tra i due paesi.
La Francia cercava però alleati contro la Germania e negoziò in segreto una serie di accordi e trattati con l'Italia assicurandosi, per il 1902, che quest'ultima non sostenesse i tedeschi in una guerra. Allo scoppio della prima guerra mondiale nel 1914, l'Italia, inizialmente, si mantenne neutrale, cercando però un'espansione territoriale e alla fine ottenne l'offerta migliore proprio da Francia e Regno Unito, le quali promisero l'annessione di ampie fasce territoriali austriache e ottomane.
Francia e Italia si ritrovarono al tavolo delle nazioni vincitrici al termine della Prima guerra mondiale, ma i termini del trattato di pace non corrisposero alle aspettative italiane, generando un diffuso malcontento noto come "vittoria mutilata". Questo scontento fu uno dei fattori che contribuirono all’ascesa e alla presa di potere del fascismo in Italia, culminata con la Marcia su Roma del 1922.
Nel periodo interbellico, la Francia adottò una politica volta a mantenere buoni rapporti con il regime fascista di Benito Mussolini, al fine di dissuaderlo dall’appoggiare la crescente minaccia della Germania nazista. Tuttavia, tale strategia si rivelò inefficace. Nel 1940, durante la Campagna di Francia, l’occupazione tedesca del territorio francese spinse l’Italia a dichiarare guerra alla Francia, ottenendo il controllo di una zona di occupazione lungo il confine italo-francese, alla quale si aggiunse l’occupazione della Corsica nel 1942. Dopo la vittoria degli Alleati, la Francia avanzò un tentativo, senza successo, di annessione della Valle d'Aosta al proprio territorio.
Francia e Italia sono nazioni fondatrici della Comunità europea, nonché membri della NATO e del G7. Le capitali dei due paesi, Parigi e Roma, sono gemellate reciprocamente e in via esclusiva dal 9 aprile 1956, sotto il motto:

## Storia

### Confini
Francia e Italia condividono un confine terrestre lungo circa 488 km. Gran parte del confine attuale fu definita nel 1860 dal Trattato di Torino, con alcune rettifiche apportate dal Trattato di Parigi del 1947. In epoche precedenti, il Regno di Francia confinava con il Ducato di Savoia dopo l’annessione della Provenza alla Francia sotto il regno di Carlo VIII nel 1486. Inoltre, la più vasta area di confine tra Italia e Francia corrispondeva in gran parte al territorio del Regno di Arles tra il XI secolo e il XIV secolo.
Il confine tra Francia e Savoia subì diverse modifiche a partire dalle Guerre d'Italia del XVI secolo. Nel corso dell'età moderna, la delimitazione fu formalizzata dal Trattato di Torino (1696). Dopo la Guerra di successione spagnola, la Casa Savoia ottenne significative espansioni territoriali, ponendosi come fulcro del successivo processo di Risorgimento italiano. La Savoia fu occupata dalle truppe rivoluzionarie francesi dal 1792 al 1815. Successivamente, il Congresso di Vienna del 1815 sancì l’unione della Savoia al Regno di Sardegna, insieme al Piemonte e alla Contea di Nizza. Nel 1860, in applicazione del Trattato di Torino, la Contea di Nizza e la Savoia furono annesse alla Francia, mentre l’Italia acquisì la Lombardia.
Vi è tuttora un contenzioso territoriale riguardante la vetta del Monte Bianco, che coinvolge Francia e Italia sulla delimitazione precisa del confine di stato.

### Era napoleonica
Napoleone Bonaparte governò gran parte dell'Italia continentale, escluse le isole maggiori, tra il 1796 e il 1814, introducendo una serie di riforme che trasformarono i sistemi politici e giuridici dei numerosi microstati della penisola. Le sue politiche contribuirono a diffondere il nazionalismo italiano e a stimolare il processo di unificazione. Le leggi feudali furono abolite, e l'amministrazione pubblica iniziò a basarsi sulla competenza piuttosto che sul favoritismo, superando pratiche consolidate di corruzione e clientelismo. Il governo non puntava più a conservare i privilegi dell'aristocrazia, ma si aprì ai ceti medi e professionali. Gran parte dei beni ecclesiastici venne confiscata e venduta.
La successiva Restaurazione non riuscì a cancellare il nuovo spirito politico. In questo periodo proliferarono numerose società segrete, miranti alla trasformazione e all’unificazione del Paese, mentre l’anticlericalismo, sempre più diffuso, metteva in discussione il dominio temporale della Chiesa nell’Italia centrale e la sua influenza sull’intera penisola. Gli ideali di libertà, ormai radicati, portarono al Risorgimento, che si caratterizzò per le sue istanze di unificazione nazionale, modernizzazione e rinnovamento morale.

### Unificazione italiana
La Francia giocò un ruolo centrale nel processo di unificazione italiana, con Napoleone III che inizialmente sostenne il movimento unitario negli anni 1850, ma in seguito ne ostacolò il completamento intervenendo a difesa dello Stato della Chiesa. Ammiratore della cultura italiana, Napoleone III vedeva con favore una forma di unificazione, pur temendo la nascita di una potenza concorrente al confine meridionale della Francia. Negli accordi di Plombières del 1858, l'imperatore francese raggiunse un'intesa segreta con Camillo Benso di Cavour, primo ministro del Regno di Sardegna, per espellere l'Impero austriaco dal nord Italia. In cambio dell'appoggio militare francese, la Francia avrebbe ottenuto Savoia e Nizza, mentre l'Italia sarebbe stata riorganizzata in una confederazione di quattro stati, formalmente presieduta dal papa, ma di fatto sotto influenza franco-piemontese. Gli eventi del 1859 portarono però a sviluppi imprevisti: la Seconda guerra d'indipendenza italiana vide la sconfitta dell'Austria, ma anziché una confederazione, si avviò un processo di unificazione nazionale sotto la guida del Piemonte, con l'annessione di numerosi stati dell'Italia centrale. Napoleone III, preoccupato dall'espansione piemontese e dalle reazioni cattoliche in Francia, firmò l'Armistizio di Villafranca con l'Austria, senza consultare Cavour. Ciononostante, l'unificazione proseguì. Il papa mantenne la sovranità su Roma e parte dello Stato Pontificio grazie alla presenza di truppe francesi, inviate da Napoleone III nel 1849 e rimaste fino al 1870, a protezione dell'autorità temporale del pontefice. Come ricompensa dell'aiuto prestato nel Risorgimento la Francia ottenne dall'Italia i territori di Nizza e Savoia. Il paese transalpino aveva sostenuto il Piemonte sia militarmente, espellendo gli austriaci, sia finanziariamente, versando nel 1848-1860 oltre un miliardo di franchi d'oro , metà della somma necessaria al Regno di Sardegna. Cavour attinse finanziamenti dalla banca Rothschild di Parigi, ma non si peritò di raccogliere prestiti anche da altri finanzieri europei.
L'annessione dei territori pontifici suscitò malcontento negli ambienti cattolici sia italiani sia francesi, mentre la protezione di Roma garantita da Napoleone III risultò invisa agli anticlericali di entrambi i paesi. La Presa di Roma da parte del Regno d'Italia avvenne nel 1870, quando, a causa dello scoppio della Guerra franco-prussiana, Napoleone III fu costretto a ritirare le truppe dalla capitale.

### Dalla presa di Roma al primo dopoguerra
Dopo il 1870, le relazioni italo-francesi attraversarono fasi di crescente ostilità diplomatica ed economica, principalmente a causa della competizione per il controllo del Nordafrica. Il cancelliere tedesco Otto von Bismarck temeva il revanscismo francese, in cerca di rivincita per la perdita dell'Alsazia-Lorena dopo la guerra franco-prussiana, e cercò di incanalare questa tensione incoraggiando l'espansione coloniale francese in Tunisia. L'Italia, ritardataria nel progetto imperialista delle potenze europee, nutriva anch’essa ambizioni sulla Tunisia, motivata dalla presenza di una consistente comunità italiana nel paese e soprattutto dalla prospettiva di assicurarsi, con il controllo congiunto di Tunisi e della Sicilia, un ruolo dominante nel Mediterraneo. Tuttavia, la Francia si trovava in una posizione più avanzata e consolidata grazie a forti legami commerciali e ad un’influenza politica già radicata in Tunisia. Sostenuta dall'appoggio diplomatico di Gran Bretagna e Germania, la Francia riuscì a conquistare la Tunisia nel 1881, suscitando profondo risentimento in Italia. Le relazioni bilaterali peggiorarono negli anni 1880, caratterizzate da controversie commerciali e tariffarie, che portarono a un drastico calo degli scambi tra i due paesi. Parallelamente, la politica estera di Crispi contribuì ad alimentare l’ostilità verso la Francia.

Alleanze militari nel 1914. Allo scoppio della Prima guerra mondiale, l'Italia mantenne una posizione di neutralità, nonostante fosse formalmente parte della Triplice Alleanza. Nel 1915, tuttavia, decise di entrare in guerra al fianco della Triplice Intesa, rompendo con gli alleati tedeschi e austro-ungarici.

Fu quindi in uno spirito di rivincita che l'Italia stipulò la Triplice alleanza con Germania e Austria nel 1882. Tuttavia, dopo la rimozione di Otto von Bismarck da parte del nuovo kaiser Guglielmo II nel 1890, la Germania adottò una politica estera più aggressiva e avventurosa in Nordafrica, suscitando irritazione sia a Roma sia a Parigi. In questo contesto, l'Italia cercò un riavvicinamento segreto con la Francia, concretizzato in un trattato riservato del 1892, che di fatto attenuava l'impegno italiano nella Triplice alleanza. Le controversie doganali tra i due paesi vennero risolte e, nei primi anni del Novecento, la Francia sostenne l'espansione italiana in Tripolitania, mentre l'Italia riconobbe il dominio francese sul Marocco. Nel 1902 le due nazioni siglarono un accordo secondo cui, a prescindere dal rinnovo dell'adesione italiana alla Triplice alleanza, l'Italia non avrebbe preso parte a un conflitto contro la Francia.
Tutti questi accordi rimasero segreti, e né Berlino né Vienna si accorsero della perdita di fedeltà da parte dell’Italia. Di conseguenza, allo scoppio della Prima guerra mondiale nel luglio 1914, l’Italia annunciò che non avrebbe rispettato gli obblighi previsti dalla Triplice alleanza e si dichiarò neutrale. Francia e Gran Bretagna, riconoscendo il valore strategico del contributo militare italiano, offrirono all’Italia, in caso di vittoria, significative concessioni territoriali a spese dell’Impero austro-ungarico e ottomano. L’Italia entrò formalmente in guerra a maggio 1915.
L'Italia prese parte alla Seconda battaglia della Marna e all'Offensiva dei cento giorni sul fronte occidentale, mentre solo un numero limitato di soldati francesi fu coinvolto nelle battaglie del Piave e di Vittorio Veneto sul fronte italiano. Al termine del conflitto, il Trattato di Versailles stabilì un assetto territoriale diverso rispetto alle promesse fatte all'Italia nel 1915, suscitando nel paese una reazione fortemente negativa, poiché il trattato venne percepito come un tradimento da parte della Triplice intesa. L'accesa insoddisfazione, sostenuta soprattutto dai veterani di guerra, contribuì infine all'ascesa al potere del movimento fascista guidato da Benito Mussolini.

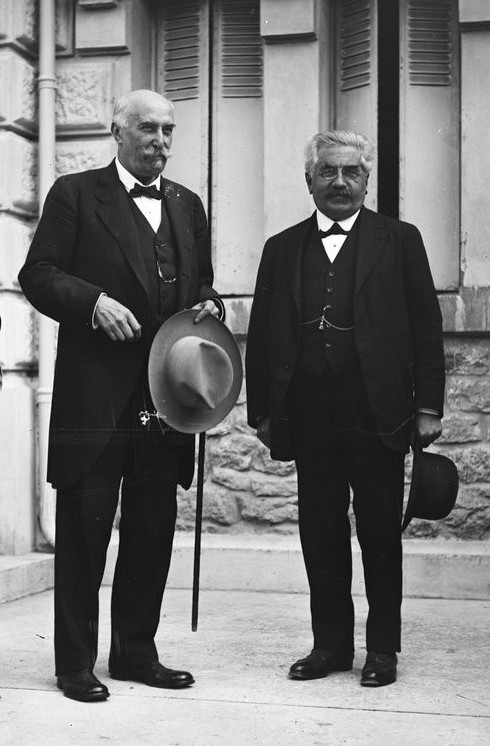
Giovanni Giolitti, Presidente del Consiglio italiano, e Alexandre Millerand, Presidente del Consiglio francese, presso l'hotel Mirabeau durante la conferenza di Aix-les-Bains, il 12 settembre 1920.

### Periodo interbellico
Negli anni 1920 Francia e Italia ebbero diversi motivi di attrito, che però non sfociarono mai in un conflitto aperto. Alla Conferenza navale di Washington del 1922 l’Italia ottenne dalla Francia condizioni di parità riguardo alle proporzioni della marina militare. La Tunisia rimase un punto nevralgico nelle relazioni tra i due paesi, anche a causa della numerosa comunità italiana presente nel territorio. Inoltre, la Francia si considerava protettrice dell’Etiopia indipendente, mentre l’Italia nutriva mire espansionistiche sul paese. Tuttavia, la sconfitta italiana nella Battaglia di Adua spostò l’attenzione di Roma principalmente sulle colonie di Somalia e Eritrea.
Nel contesto europeo, il regime di Benito Mussolini promosse un Patto a quattro volto a mettere la politica estera del continente nelle mani di quattro potenze — Gran Bretagna, Francia, Italia e Germania. L’opposizione francese tuttavia rese il patto vago e inefficace; benché firmato a Roma nel luglio 1933, non fu mai ratificato dal parlamento francese. Nonostante ciò, la Francia cercò di mantenere buoni rapporti con Mussolini per impedirgli di appoggiare la Germania nazista.

#### Guerra d'Etiopia
All'invasione italiana dell'Etiopia nel 1935, la Società delle Nazioni condannò l'azione militare italiana e impose un boicottaggio petrolifero nei confronti dell'Italia. Il ministro degli esteri britannico Samuel Hoare e il primo ministro francese Pierre Laval proposero un compromesso che, di fatto, favoriva l'Italia a discapito dell'Etiopia. La posizione conciliante nei confronti di Mussolini portò infine alle dimissioni di entrambi i ministri.

#### Conferenza di Monaco
Nel settembre 1938, con l'accordo di Monaco, Francia e Gran Bretagna adottarono una politica di appeasement soddisfacendo le rivendicazioni territoriali della Germania nei confronti della regione germanofona della Cecoslovacchia. L'Italia, che sosteneva la Germania, cercò a sua volta di ottenere concessioni dalla Francia. Mussolini avanzò richieste che includevano un porto franco a Gibuti, il controllo della ferrovia Gibuti-Addis Abeba, la partecipazione italiana nella gestione della Compagnia del Canale di Suez, una forma di condominio franco-italiano sulla Tunisia e la tutela della cultura italiana in Corsica, con la rinuncia alla francesizzazione degli abitanti. L'Italia si oppose al monopolio francese sul Canale di Suez, poiché ciò obbligava tutto il traffico mercantile italiano diretto verso l'Africa Orientale Italiana a pagare un pedaggio. La Francia però respinse queste richieste, sospettando che il regime italiano mirasse in realtà all'annessione di Nizza, Corsica, Tunisia e Gibuti. Per segnalare la propria determinazione, il governo francese organizzò esercitazioni navali come avvertimento all'Italia.
Con l'intensificarsi delle tensioni tra i due paesi, il 30 gennaio 1939 Hitler pronunciò un discorso importante in cui promise il sostegno militare tedesco all'Italia in caso di guerra, purché questa non fosse provocata dall'Italia stessa.

### Seconda guerra mondiale
Con la Germania a un passo dalla vittoria sulla Francia nella guerra lampo del 1940, l'Italia a sua volta dichiarò guerra e invase la Francia meridionale, ottenendo il controllo di una zona d'occupazione presso il confine tra i due paesi. Nel 1942 occupò anche la Corsica. Il regime collaborazionista di Vichy si mantenne amico degli invasori per ottenere concessioni che la Germania non avrebbe mai fatto accordato nella zona da essa occupata.

### Secondo dopoguerra
Dopo alcune proposte di unione doganale tra Francia e Italia, i due paesi furono tra i fondatori della Comunità economica europea, nonché membri fondatori della NATO e del G7. Nel secondo dopoguerra, la partecipazione italiana alla NATO fu inizialmente oggetto di dibattito interno, a causa della forte presenza del Partito Comunista Italiano in Parlamento e di una parte consistente dell'opinione pubblica favorevole alla neutralità. Anche a livello internazionale vi furono inizialmente delle resistenze: sia il Regno Unito sia la Francia erano scettici riguardo a un rapido ingresso dell’Italia nell’Alleanza Atlantica. Tuttavia, la posizione francese cambiò progressivamente, in quanto Parigi riconobbe l'importanza strategica di assicurarsi il sostegno di un'Italia stabile e cooperativa nella regione mediterranea, anche alla luce del contesto della Guerra fredda. La Francia divenne così favorevole all'adesione italiana. L’Italia, dal canto suo, vide nell’adesione alla NATO un’opportunità per consolidare i legami con gli Stati Uniti, pur cercando di mantenere una certa autonomia nella partecipazione alla struttura militare integrata dell'Alleanza.
Negli anni Sessanta, il generale Charles de Gaulle elaborò una politica estera volta a ridimensionare l'influenza della Gran Bretagna e degli Stati Uniti in Europa, promuovendo la costruzione di un'identità europea autonoma sul piano strategico e politico. Sebbene la Francia non si ritirasse formalmente dalla NATO, nel 1966 de Gaulle decise di uscirne dalla struttura di comando militare integrata, limitando la partecipazione del Paese alle sole funzioni politiche dell'Alleanza. L'Italia, al contrario, si mostrò riluttante a seguire l'approccio francese e continuò a sostenere il rafforzamento dell'Alleanza Atlantica e della cooperazione euro-atlantica. Roma sottolineò l'importanza di un processo d'integrazione europea inclusivo, aperto anche al Regno Unito, in linea con una visione più atlantista e multilaterale.
Un ulteriore elemento di divergenza nelle relazioni italo-francesi emerse nella rispettiva politica verso l’Africa, in particolare nelle aree mediterranee e subsahariane. Anche durante i governi guidati da leader socialisti come Bettino Craxi in Italia e François Mitterrand in Francia, non mancarono contrasti legati all'influenza geopolitica nei Paesi del Nordafrica e del Corno d'Africa. Le frizioni si manifestarono soprattutto in relazione alla Tunisia, alla Libia, ma anche all’Egitto, alla Somalia, all’Eritrea e all’Etiopia, dove entrambi i Paesi cercavano di affermare una presenza politico-diplomatica e strategica predominante.
Durante il primo governo Conte (coalizione M5S–Lega), si verificarono alcune tensioni diplomatiche tra Italia e Francia, in particolare sul tema dell’immigrazione. Le autorità francesi criticarono apertamente la politica dei cosiddetti "porti chiusi" adottata dal ministro dell'Interno Matteo Salvini, che impediva l’attracco alle navi delle ONG che trasportavano migranti soccorsi nel Mar Mediterraneo.
In risposta, il governo italiano accusò la Francia di portare avanti politiche destabilizzanti in Libia e in diversi Paesi dell’Africa subsahariana, ritenute all’origine di parte dei flussi migratori verso l’Europa. Le tensioni raggiunsero il culmine nel febbraio 2019, quando la Francia richiamò temporaneamente il proprio ambasciatore a Roma, denunciando una serie di “accuse ripetute, attacchi infondati e dichiarazioni scandalose” da parte di esponenti del governo italiano, giudicate "senza precedenti dalla fine della seconda guerra mondiale".

## Economia
I due Paesi rappresentano reciprocamente il secondo maggior partner commerciale l’uno dell’altro.

## Influenze culturali

### Cultura italiana in Francia
Molti artisti italiani del XIX e XX secolo (come Giuseppe De Nittis, Boldini, Gino Severini, Amedeo Modigliani, Giorgio de Chirico) viaggiarono in Francia per lavorare, in un'epoca in cui Parigi era la capitale internazionale delle arti.
Il Rinascimento italiano esercitò una significativa influenza sulla Francia durante il XVI secolo.
Due regine di Francia, Caterina de' Medici e Maria de' Medici, così come il primo ministro francese Giulio Mazzarino, erano di origine italiana.
La casata Bonaparte ha le sue radici in Italia, precisamente a San Miniato, nella regione della Toscana.
Numerosi artisti italiani del XIX e XX secolo, tra cui Giuseppe De Nittis, Boldini, Gino Severini, Amedeo Modigliani e Giorgio de Chirico, si trasferirono in Francia per lavorare, in un’epoca in cui Parigi rappresentava la capitale internazionale delle arti.
Molti italiani immigrarono in Francia durante la prima metà del XX secolo: nel 1911, il 36% degli stranieri residenti in Francia era di origine italiana. In alcune occasioni, gli immigrati italiani furono vittime di episodi di violento antiitalianismo, come i Vêpres marseillaises (vespri di Marsiglia), verificatisi nel giugno 1881, e il massacro di Aigues-Mortes del 17 agosto 1893. Oggi si stima che fino a cinque milioni di cittadini francesi abbiano origini italiane risalenti a tre generazioni fa.
Attualmente, in Francia vivono circa 340.000 cittadini italiani, mentre in Italia risiedono circa 130.000 cittadini francesi.

### Cultura francese in Italia
Le dinastie normanne e angioine, che governarono il Regno di Sicilia e il Regno di Napoli nel Medioevo, erano di origine francese. I Normanni introdussero in Italia meridionale un’arte romanica distinta e l’architettura dei castelli, influenzate dal nord della Francia. Alla fine del XIII secolo, gli Angioini introdussero a Napoli l’arte gotica, dando origine a uno stile architettonico gotico peculiare, ispirato al gotico meridionale francese. Scrittori e trovatori provenzali del XII e XIII secolo ebbero un'influenza importante sul movimento Dolce stil novo e su Dante Alighieri.
Durante il XVII e il XVIII secolo, numerosi artisti francesi vissero e lavorarono in Italia, in particolare a Roma, allora considerata la capitale internazionale delle arti. Tra questi si annoverano Simon Vouet, Valentin de Boulogne, Nicolas Poussin, Claude Lorrain e Pierre Subleyras.
Villa Medici a Roma ospita l'Académie de France à Rome. Fondata nel 1666 da Luigi XIV, l'Accademia aveva lo scopo di formare artisti francesi — pittori, scultori e architetti — e di far loro conoscere l'arte del Rinascimento romano e italiano. Attualmente, l'Accademia è incaricata della promozione della cultura francese in Italia. Dal 1734 al 1861, il Regno di Napoli e la Sicilia furono sotto il dominio del ramo spagnolo della dinastia borbonica, originario della Francia. Carlo III, re di Napoli era il nipote di Luigi, Delfino di Francia, figlio di Luigi XIV.
Durante l'Età napoleonica, gran parte dell'Italia fu sottoposta al controllo francese e alcune regioni furono annesse al Primo Impero francese. Il Regno di Napoli fu governato prima da Giuseppe Bonaparte, fratello di Napoleone Bonaparte, e successivamente da Gioacchino Murat. Fu durante il governo di Giuseppe Bonaparte, nel 1806, che nel Regno di Napoli fu abolito il sistema feudale.

## Istituzioni
Sia la Francia sia l'Italia sono membri fondatori dell'Unione europea e hanno adottato l'euro come valuta ufficiale fin dalla sua introduzione.
Dal 1982, la cooperazione franco-italiana viene formalizzata annualmente attraverso un vertice bilaterale, il primo dei quali si svolse a Villa Madama.

## Forze armate

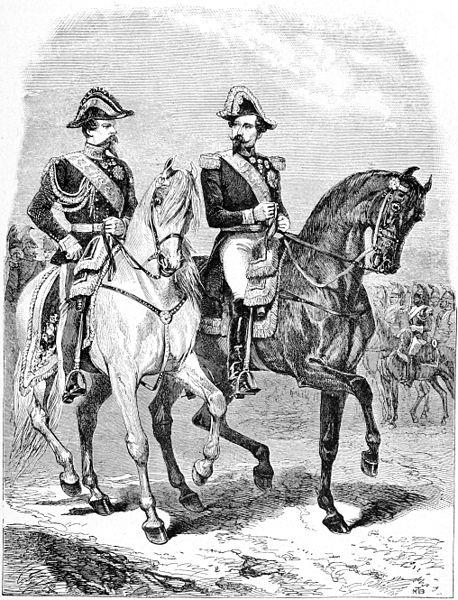
Vittorio Emanuele II e Napoleone III

. Il primo ministro del Regno di Sardegna, Camillo Benso, conte di Cavour, riuscì a ottenere il sostegno di Napoleone III di Francia in seguito all’affare Orsini durante il processo di Unità d'Italia. L’esercito francese alleò le proprie forze con quelle di Vittorio Emanuele II durante la Seconda guerra d'indipendenza italiana, sconfiggendo gli austriaci nelle battaglie di Magenta e di Solferino e San Martino. In seguito, la Francia si oppose formalmente all’annessione di Roma da parte dell’Italia durante la Presa di Roma; tuttavia, non intervenne concretamente per impedirla, evento che segnò la fine del Potere temporale del papato.
Dopo la prima guerra mondiale, i governi di Francia e Italia furono entrambi parte dei Quattro Grandi che sconfissero le potenze centrali.
L’ultimo conflitto militare diretto tra i due Paesi fu la Seconda battaglia delle Alpi, combattuta nell’aprile 1945.